# Кутвін (король Сассексу)
Кутвін (давн-англ. Cuthwine; близько 565 — бл. 593) — король Сассексу в 567—593 роках.

## Життєпис
Походив з Вессекської династії. Син Кевліна, короля Вессексу, та Ріксани Сассекської. Народився близько 563 року. У 567 році після перемоги над Сассексом його батько призначив Кутвіна королем Сассексу. На початку урядування Кутвіна було суто номінальним через малий вік. Напевне тоді ж призначено співкоролем стрийка Кута.
Напевне Кутвін задля зміцнення свого становища одружився з представницею сассекської знаті. Він спокійно правив протягом тривалого часу. Був вірним союзником свого батька, визнаючи зверхність Вессексу.
Після загибелі стрийка Кути у битві при Фетанлеге у 584 році став одноосібним королем Сассексу. У 591 році намагався надати підтримку батькові, проти якого підняли заколот частина знаті, втім марно.
У 592 році разом з Кевліном брав участь у війні проти іншого представника Вессекської династії — Кела, який переміг Кевліна та Кутвіна. Ймовірно в цій боротьбі загинув. Владу успадкував його старший син Кінебальд.

## Родина
Дружина — донька Креоди, короля Мерсії
- Кінебальд (585—бл.620), король Сассексу в 593—620 роках
- Кедда (590—630), король Сассексу у 620—630 роках
- Кутвульф (592—648), король Сассексу у 630—645 роках